# Marc Kirschner

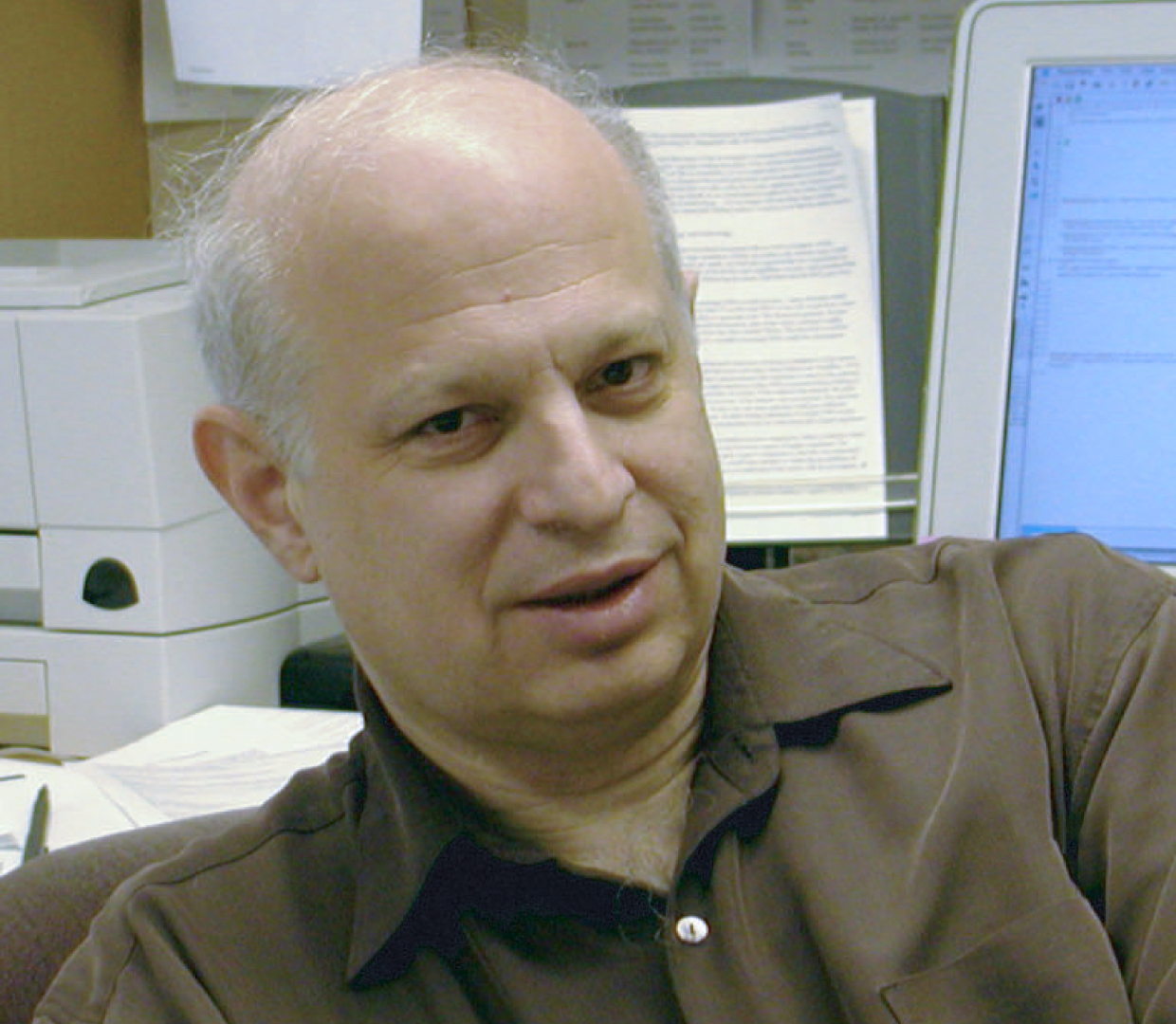
Marc Kirschner

Marc Wallace Kirschner (* 1945) ist ein US-amerikanischer Biologe.

## Leben
Kirschner graduierte 1966 an der Northwestern University und erreichte 1971 seinen Doktor an der University of California, Berkeley. 1972 wurde er Assistant Professor an der Princeton University. 1993 wechselte er an die Harvard Medical School.
Die Theorie der erleichterten Variation (engl.: Theory of Facilitated Variation) ist ein Erklärungsmodell, das sich als Ergänzung der Evolutionstheorie versteht und sich mit der Beschaffenheit der Variation in der Evolution befasst. Diese Theorie wurde im Jahr 2005 von Marc Kirschner, Gründer und Vorsitzender des Fachbereichs Systems Biology der Harvard Medical School, und John Gerhart,  Professor an der University of California, Berkeley, in ihrem Buch „The Plausibility of Life“ veröffentlicht (deutscher Titel: Die Lösung von Darwins Dilemma).
1986 hielt Kirschner die Howard T. Ricketts Lecture, 1988 die Keith R. Porter Lecture, 1989 wurde er in die American Academy of Arts and Sciences und in die National Academy of Sciences gewählt. 1991 erhielt er den Richard Lounsbery Award und war Präsident der American Society for Cell Biology. Seit 1999 ist er auswärtiges Mitglied der Royal Society und seit 2000 der Academia Europaea. 2001 erhielt er einen Gairdner Foundation International Award und 2003 den Dickson Prize in Science und die E. B. Wilson Medal. Für 2015 wurde ihm der Harvey-Preis des Technion Institute in Haifa zuerkannt. 2016 wurde er als assoziiertes Mitglied in die European Molecular Biology Organization gewählt, 2021 als Mitglied in die American Philosophical Society.

## Schriften
- mit John Gerhart: Cells, Embryos, and Evolution: Toward a Cellular and Developmental Understanding of Phenotypic Variation and Evolutionary Adaptability. Blackwell’s, 1997, ISBN 0-86542-574-4.
- mit John Gerhart: The Plausibility of Life:Resolving Darwin’s Dilemma. Yale University Press, 2005, ISBN 0-300-10865-6. (dt.: Die Lösung von Darwins Dilemma : Wie die Evolution komplexes Leben schafft. Rowohlt, Reinbek 2007, ISBN 978-3-499-62237-3.)